# Joc de canyes

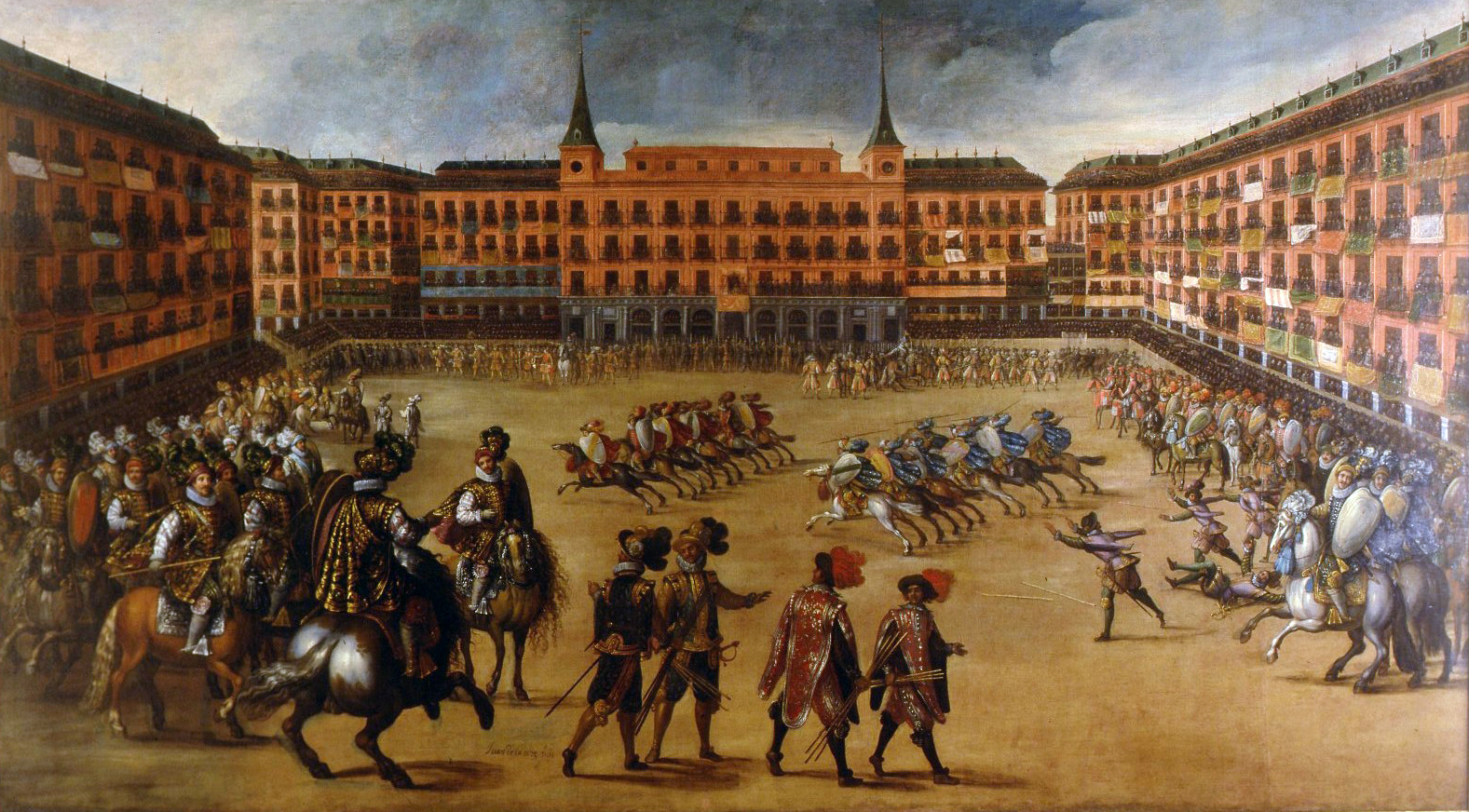
Jocs de canyes celebrats al a la plaça Major de Madrid.

El joc de canyes és un joc de lluita d'origen militar de gran celebració a Espanya des del segle xvi al xviii, juntament amb les festes de lluminàries en moltes de les seves places majors. Viciana ens explica a la seva crònica com Carles V jugava a València al joc de canyes amb la seva aviastra Germana de Foix. Consistia en fileres d'homes muntats a cavall (normalment nobles) tirant-se canyes com si fossin llances o dards i aturant-les amb l'escut. Es feien càrregues de combat, escapant fent cercles o semicercles en grups de fileres.

## Regles del joc amb «boleadoras»
Sent un dels jocs gauchos més antics celebrats a la República Argentina, està basat en el seu homònim a Espanya i relacionat amb la lluita simulant un combat. Segons els reglaments tradicionals d'aquest joc, el genet ha de sobrepassar la línia davantera del bàndol contrari, d'on un altre individu surt en la seva pròpia persecució i boleja simbòlicament el cavall amb boleadoras fetes d'un material inofensiu. Després de bolejar penetra dins del bàndol contrari i es queda en el seu lloc aconseguit, llavors ja es pot sortir en persecució del que ha llançat les boles, un tercer, i aquest al seu torn boleja el cavall del darrer esmentat, tot penetrant al mateix temps dins el bàndol contrari.
El joc acaba quan tots els homes d'un bàndol estan dins del lloc dels contraris abans que aquests ho hagin aconseguit.